# 柏秀樹 (バドミントン選手)
柏 秀樹（かしわ ひでき、1994年1月8日 - ）は、大阪府出身のバドミントン選手。埼玉栄中学校、灘高等学校、上智大学出身。トヨタ自動車実業団バドミントン部所属。

## 主な大会出場記録
- 2003、4、5年 全国小学校バドミントン大会 ベスト8
- 2003年 全米インターナショナルチャレンジ 出場
- 2004年 マカオJrチャレンジ 出場
- 2004年 ロシアJrチャレンジ 6位
- 2007年 イングランドベーコン杯U-15 3位
- 2008年 全国中学校バドミントン大会 団体 優勝
- 2008年 シンガポール国際Jr 2位
- 2012年 インカレ 団体戦 3位
- 2013年 東京都社会人バドミントン大会 MD優勝 ベストテクニック賞受賞
- 2014年 グランプリ ドイツ大会 ベスト16
- 2014年 インターナショナル モルディブ 3位